# Südamerikaspiele 2006/Teilnehmer (Uruguay)
| Gelbes Symbol für Goldmedaillen mit stilisierten Olympischen Ringen | Graues Symbol für Silbermedaillen mit stilisierten Olympischen Ringen | Braundes Symbol für Bronzemedaillen mit stilisierten Olympischen Ringen |
| ------------------------------------------------------------------- | --------------------------------------------------------------------- | ----------------------------------------------------------------------- |
| 4                                                                   | 9                                                                     | 13                                                                      |

Uruguay nahm an den VIII. Südamerikaspielen 2006 in Buenos Aires, Argentinien, mit einer Delegation von 165 Sportlern teil.
Die uruguayischen Sportler gewannen im Verlauf der Spiele insgesamt 26 Medaillen, davon 4 Goldene, 9 Silberne sowie 13 Bronzene.

## Teilnehmer nach Sportarten

### Boccia
- Rúben Paulino
Einzel: Bronze
- Luis Enrique Arzuaga
- Ángel De Pizzoli
- Carlos Barrios

### Bogenschießen
- Luis Alcain
- Carlos Volpato
- Juan Tomasini

### Bowling
- Gustavo García
- Alicia Arigón
- Roberto Barañano
- Alejandra Larghero
- Luis Alberto Benasús
- María Laura Pradere
- Martín Buono
- Rosa Cambón

### Boxen
- Tenis Leal
- Gabriel Beleta

### Eislauf
- Daniel García
Mannschaft: Bronze
- María Cecilia Laurino
Mannschaft: Bronze
- Lorena Deleón
Mannschaft: Bronze
- Deboracht Mourglia
Figuras: Bronze
Mannschaft: Bronze

### Fechten
- Rafael Santos Correa
- Ramón Ramón
- Carlos Pellejero
- Daniel Olivera
- Hugo Di Carlo
- Diego Silvera

### Futsal
- Martín Hernández
- Agustín Vilardo
- Gonzalo Rodríguez
- Diego Codina
- Nicolás Mato
- Pablo Lamanna
- Juan Custodio
- Walter Shurko
- Jorge Sena
- Alejandro Fernández
- José Gómez
- Elio Hernández

### Gewichtheben
- Sergio Lafuente
- Andrés Polito
- Mauricio De Marino
- Washington Orecchia
- Pablo Carbajal

### Handball

#### Frauen
- Eliana Falco
- Lucía Miranda
- Sofía Griot
- Ivanna Scavino
- Soledad Faedo
- Ana Cecilia Sequeiro
- Fabiana Sención
- Claudia Porteiro
- Alejandra Ferrari
- Luciana Moreira
- Paula Gambera
- Sofía Cherone
- Magdalena Gutiérrez
- Dayanna Pirez
- Alejandra Sención
- Victoria Graña

#### Männer
- Nicolás Fabra
- Maximiliano Gratadoux
- Pablo Marrochi
- Carlos Pintos
- Sebastián Iglesias
- Nicolás Orlando
- Maximiliano Malfatti
- Hermann Wenzel
- Gabriel Spangenberg
- Luis E. Suberbielle
- Sebastián Noveri
- Nicolás Guerra
- Diego Arca
- Javier Preciozzi
- Rodrigo Bernal
- Gonzalo Gamba
  - Die uruguayische Mannschaft gewann Silber

### Hockey

#### Frauen
- Carolina Gibernau
- Carolina Mutilva
- Andrea Fazzio
- Bettiana Ceretta
- Rossana Paselle
- María Barreiro
- Eleonora Rebollo
- Ana Karina Bissignano
- Alessandra Raso
- Teresa Algorta
- Verónica Dupont
- Patricia Bueno
- Patricia Campos
- Mariana Ruiz
- Ana Lucía De María
- Mariana Ríos
  - Die uruguayische Mannschaft gewann Bronze

#### Männer
- Rafael Colina
- Jorge Pérez
- Pablo Stanham
- Javier Pérez
- Fernando Martínez
- Maximiliano Tixe
- Gastón Turnes
- Nicolás Tixe
- Patricio Draper
- Andrés Vásquez
- Gastón Xicart
- Sebastián Castillos
- Gastón Pouquette
- Diego Pérez
- Juan Andrés Cornalino
- Mariano Mallo

### Judo
- Javier Terra
- Irene Figoli
63 kg: Bronze
- Leandro Vaz
- Gregory Vallarino
- Rubem Pascal

### Kanu
- Darwin Correa
500 Meter/ C1: Bronze / 2:13,230 Minuten
1000 Meter/ C1: Bronze / 4:40,770 Minuten
- Cristhian Vergara
200 Meter/ K1: Silber / 00:44:210 Minuten
- Nicolás Clavijo
- Cristhian Lambrechts
- Marcelo D’Ambrosio
1000 Meter/ K1: Silber / 03:50:510 Minuten

### Karate
- Manuel Costa
- Nicolás Laurino
- Pino Piriz
- Alexander Carmona

### Leichtathletik
- Andrés Silva
400 Meter: 1. Platz (Gold) / 46,69 Sekunden
400 Meter Hürden: 1. Platz (Gold) / 50,46 Sekunden
- Marcela Britos
800 Meter: 2. Platz (Silber) / 2:09,0 Minuten
- Ubaldo De los Santos
10.000 Meter: 3. Platz (Bronze) / 30:28,06 Minuten
- Claudia Ramírez
- José Luis Pérez
- Eduardo Gregorio

### Radsport
- Vagner Fernández
- Tomás Margaleff
- Héctor Aguilar
- Emmanuel Yanes
- Mateo Sasso
- Cinthia Martínez
- Ricardo Guedes
- Fabiana Granizal

### Reiten
- Jorge Rossi

### Ringen
- Daniel Uthurburu

### Rudern
- Emiliano Dumestre
Leichtgewichts-Vierer ohne Steuermann (4 Pares Remos Cortos Peso Ligero): Gold / 7:19,440 Minuten
- Rodolfo Collazo
Leichtgewichts-Vierer ohne Steuermann (4 Pares Remos Cortos Peso Ligero): Gold / 7:19,440 Minuten
Doble Par Remos Cortos Peso Ligero: Silber
4 Pares Remos Cortos Abierto: Bronze / 6:57:100 Minuten
- Ángel García
Leichtgewichts-Vierer ohne Steuermann (4 Pares Remos Cortos Peso Ligero): Gold / 7:19,440 Minuten
- Leandro Salvagno
Doble Par Remos Cortos Abierto: Bronze / 6:45:290 Minuten
Par Remos Cortos Abierto: Silber / 7:11:000 Minuten
4 Pares Remos Cortos Abierto: Bronze / 6:57:100 Minuten
- Germán Anchieri
Doble Par Remos Cortos Abierto: Bronze / 6:45:290 Minuten
4 Pares Remos Cortos Abierto: Bronze / 6:57:100 Minuten
- Joe Reboledo
Leichtgewichts-Vierer ohne Steuermann (4 Pares Remos Cortos Peso Ligero): Gold / 7:19,440 Minuten
Doble Par Remos Cortos Peso Ligero: Silber
- Emanuel Bouvier
4 Pares Remos Cortos Abierto: Bronze / 6:57:100 Minuten

### Schießen
- Jorge García
- Luis Méndez
25 Meter (Fuego central): Silber / 574 Punkte
- Julio Goldzak
- Roberto Fandiño

### Schwimmen
- Fabrizzio Pifaretti
- Elsa Pumar
- José Melconián
100 Meter Freistil: Bronze / 51,33 Sekunden
4 × 100 Meter Freistil-Staffel: Bronze / 3:28,85 Minuten
- Daniel Queipo
4 × 100 Meter Freistil-Staffel: Bronze / 3:28,85 Minuten
- Martín Kutscher
200 Meter Freistil: Gold / 01:52,0 Minuten
4 × 100 Meter Freistil-Staffel: Bronze / 3:28,85 Minuten
- Nicolás Mafio
- Martín Levrero
4 × 100 Meter Freistil-Staffel: Bronze / 3:28,85 Minuten

### Segeln
- Diego García
J 24: Silber
- Eduardo Medici
Snipe: Bronze
- Christopher Schewe
J 24: Silber
- Pablo Defazio
Snipe: Bronze
- Leonardo Filippeli
J 24: Silber
- Martín Puricelli
- Walter Meerhoff
J 24: Silber
- Philipp Umpierre
- Alejandro Foglia

### Taekwondo
- Daniel Lee
72 kg: Silber
- Luis Martín Romero
- Mayko Votta
- José Wilkins
- Juan Carlos Silva

### Tennis
- Juan Manuel Camilloni
- María Eugenia Roca
- Germán Solé
- María José Arechavaleta
- Joaquín Bado

### Tischtennis
- John Hirata
- Sebastián Sierra
- Mateo Weitzner

### Triathlon
- Guillermo Nantes
- Virginia López
- Diego Alvez

## Quelle
- BUENOS AIRES 2006 (Memento vom 16. Oktober 2013 im Internet Archive) – Mannschaftsaufstellung Uruguays auf der Internetpräsenz des COU, abgerufen am 14. Oktober 2013
- Ergebnisse der uruguayischen Sportler (Memento vom 16. Oktober 2013 im Internet Archive) auf der Internetpräsenz des COU, abgerufen am 14. Oktober 2013